# 三國同盟
三國同盟（英語：Triple Alliance）是1882年5月20日德意志帝國、奧匈帝國和義大利王國在維也納簽署的軍事同盟條約。三國同意任何一國被其他兩個或更多國家攻擊時協助對方。而且，德國與義大利約定，如果對方被法國攻擊，將會協助對方。然而，根據一項補充宣言，義大利的承諾不能被認定為針對英國。1902年6月，義大利延續同盟協定后，對法國許下了類似的承諾。

## 历史背景
1881年5月，法國进逼突尼西亞這個義大利希望得到的殖民地。於是，為了得到支援，義大利加入德國和奧匈帝國的同盟，結為三國同盟。不過，義大利的民意並不太滿意與奧匈帝國結盟，因為它曾阻止義大利統一，並且仍然控制著被認為是“尚未收復的義大利”的特倫蒂諾和伊斯特拉。
1883年，羅馬尼亞王國秘密加入三國同盟。

## 结盟意图

### 德国和奧匈意图
德国与意大利联盟的主要意图，是1878年柏林大会之后，两国签署了合作关系，德国认为应该加强奥匈帝国和意大利在巴尔干半岛和亚得里亚海东部沿海地区的对抗，另一方面，意大利可以缓解德国南部作为法德战争中的军事伙伴的侧翼。而奧匈帝國亦和意大利不和，因為奧國仍控制著意大利宣稱的領土。不過德國透過外交手段暫時平息了兩國的外交衝突維持了同盟。
虽然在1913年11月1日，德国与意大利针对地中海海战签署了新的“三国同盟海军公约”生效，但自从意大利于1902年与法国就北非的殖民地实现了利益和解，与俄罗斯帝国于1909年就在巴尔干半岛的共同利益实现了和解。1908年的波斯尼亚吞并危机给与奥匈帝国的关系带来了沉重压力，意大利在1911~12年与奥斯曼帝国的战争与德国为改善两国关系所做的努力不符。因此，德国在联盟中，将与德奧同盟的现有联系置于三国同盟之上。

### 意大利意图
而意大利加入三国同盟的意图，是希望德国和奥匈帝国支持对法国和英国的殖民政策。意大利統一之后，很希望参加非洲殖民竞赛，但看到其殖民野心受到法国对北非政策的威胁后，意大利改为努力集中在东非地区。意大利在1880至90年代在征服了厄立特里亚和索马里兰，即義屬索馬利蘭和義屬厄利垂亞。但是在1915年，意大利与英国秘密签署伦敦条约后终止了三国同盟，在法律上的同盟关系破裂了。最終意大利加入協約國一方對奧匈帝國及德國宣戰。
值得注意的是，第一次世界大戰爆發的幾年前，很多著名軍事分析家都預測義大利會改變立場。1911年，義大利入侵並占領原本由帝國控制的利比亞，令此預測更有說服力。而且，英國和法國在開戰後又作出承諾，會讓義大利獲得安那托利亞東南部，以及克羅地亞和斯洛文尼亞地區大部分領土。不過，英法在戰後並沒有兌現承諾，導致意大利民族及復仇主義高漲，最終王國在1922年被墨索里尼的法西斯黨掌權、意大利和相同遭遇的德國發動二戰歐洲戰場。

### 羅馬尼亞加入
羅馬尼亞國王卡羅爾一世因為害怕俄羅斯帝國的擴張威脅到羅馬尼亞王國及比薩拉比亞問題而於1883年10月18日秘密加入三國同盟，也可以防止保加利亞王國或塞爾維亞王國的攻擊。而羅馬尼亞和德奧意結盟的行為只有國王及幾個政府高層知道，當時的民眾並不知情。和意大利一樣，奧匈帝國控制著對方宣稱的領土ㄧ特蘭西瓦尼亞，因此又造成兩國不和，第一次世界大戰爆發後羅馬尼亞宣佈中立，但最終於1916年加入協約國一方對德奧宣戰。

## 结果

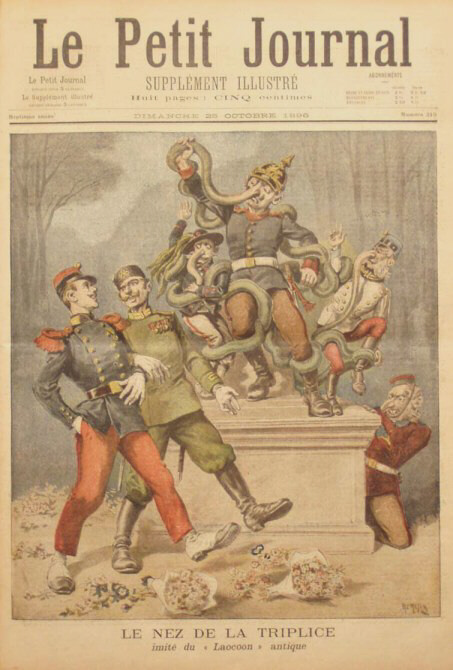
法国《小日報》諷刺三國同盟的封面

1914年8月，第一次世界大戰爆發，德國和奧匈帝國與英、法、俄三個協約國戰鬥。義大利和羅馬尼亞保證支持同盟國，可是後來加入協約國陣營，意大利及羅馬尼亞先後在1915年5月和1916年8月向德奧兩國宣戰。
雖然義大利是被動的國家，但其希望保持歐洲均勢的意念，很明顯是傾向支持規模較大的同盟。而且，英國和義大利簽署了有關地中海的協議。英國需要暢通的地中海道路，以容易接觸其東非和印度以致東南亞殖民地。由於義大利大部分邊界被地中海包圍，加上其非洲的殖民地仍然依赖英国控制的苏伊士运河的自由通过，它就付不起與英國為敵的代價了。這也被認為是義大利改變立場的原因。至於羅馬尼亞，和意大利一樣，不支持中央同盟是因為他們是主動攻擊的國家（奧匈打塞爾維亞）。而三國同盟/中央同盟本應是防守性同盟。

## 外部連結

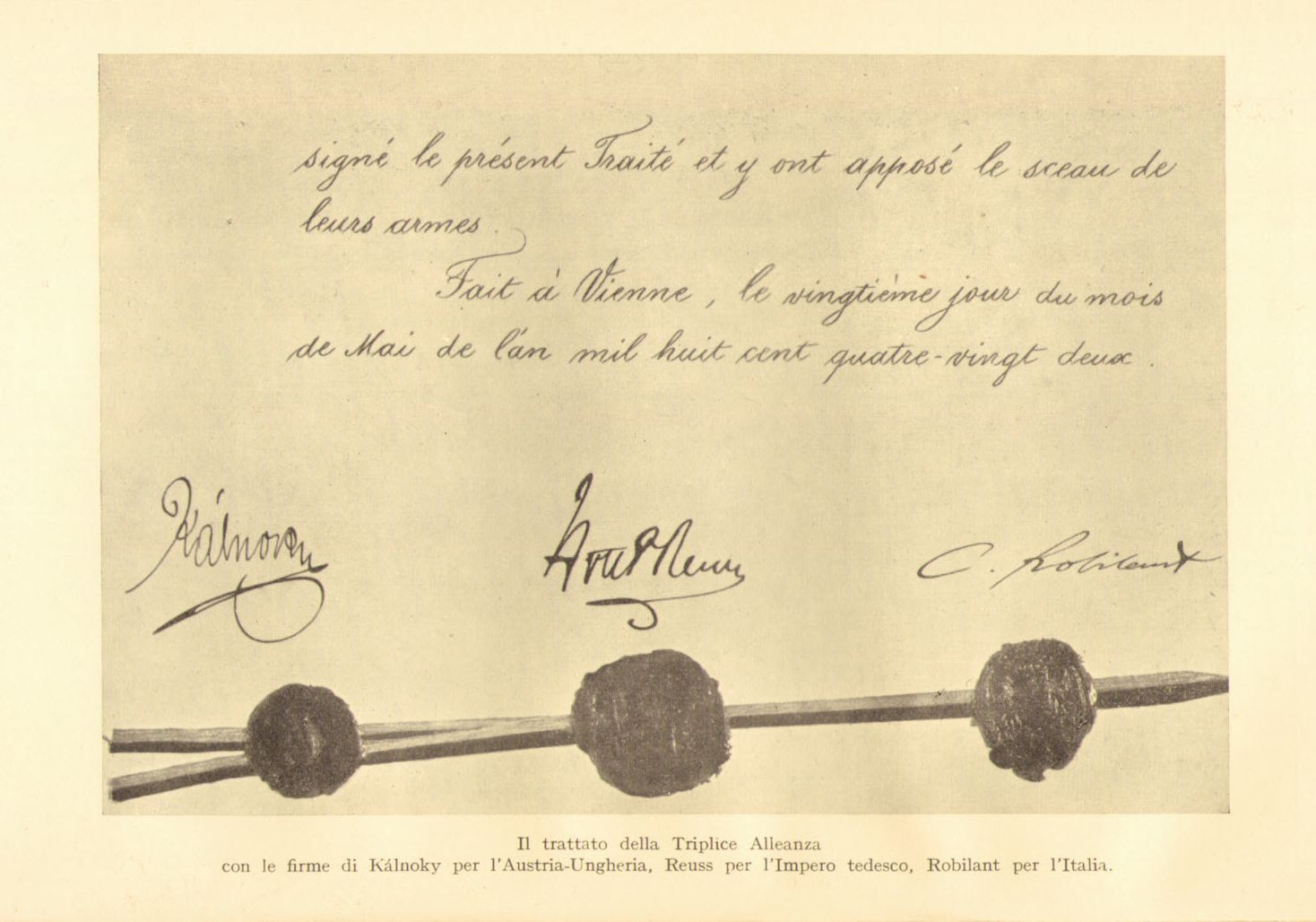
同盟條約三國代表的簽名，左至右：奧匈帝國外交大臣古斯塔夫·卡爾諾基、德國駐奧匈大使羅伊斯-格拉親王國親王海因里希七世、意大利代表卡洛·菲利斯·尼科利斯伯爵

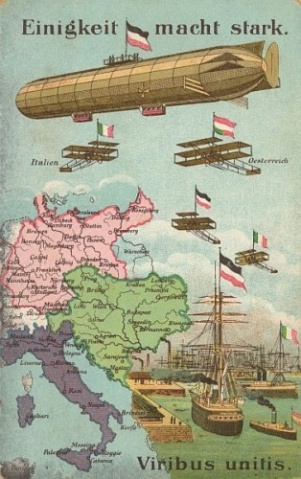
宣傳三國同盟的德國明信片

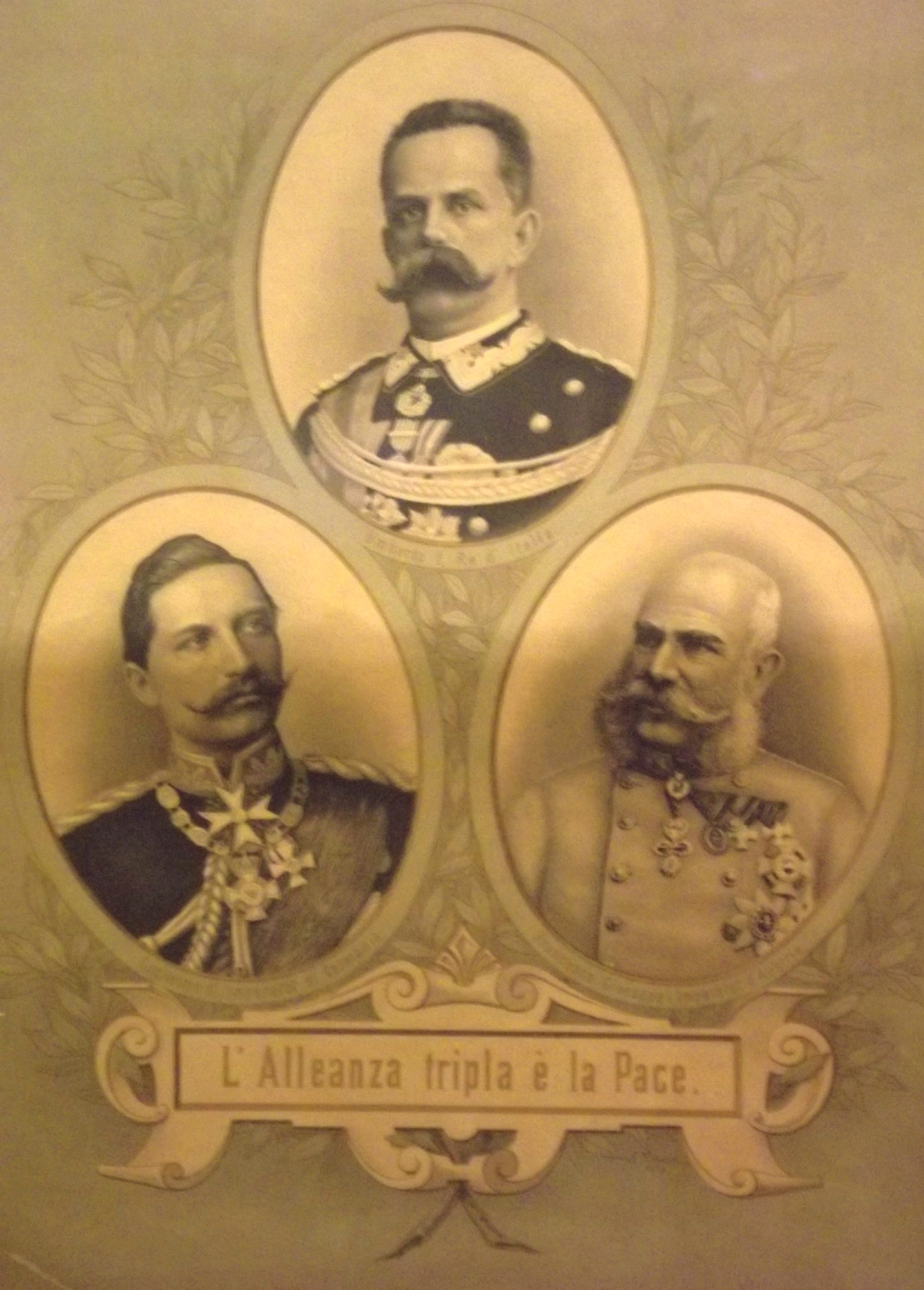
三國同盟的三個國家元首: 德國皇帝威廉二世 (左)、奧地利皇帝兼匈牙利國王法蘭茲·約瑟夫一世(右)、義大利國王翁貝托一世 (中上)

- The Triple Alliance (First 8 Articles)（页面存档备份，存于） The World War I Document Archive, Brigham Young University Library, 2006年7月27日訪問
- Triple Alliance, 1882, Dickinson College, Carlisle, Pennsylvania, 2007年1月14日訪問（页面存档备份，存于）